# 조선마술사
"조선마술사"는 2015년에 개봉한 대한민국의 영화이다.

## 캐스팅
- 유승호 : 환희(煥熙) 역
- 고아라 : 청명공주(淸明公主) 역
- 곽도원 : 귀몰(歸沒) 역
- 조윤희 : 보음(普音) 역
- 이경영 : 안동휘 (安潼輝)역
- 박철민 : 기탁 역
- 손병호 : 김갑서 역
- 조달환 : 덕후 역
- 김지민 : 어린 보음 역
- 장유상 : 먹쇠 역
- 박충선 : 염부사 역
- 조기왕 : 한상방 역
- 염혜란 : 유모 역
- 임종윤 : 찬극 역
- 송의준 : 어린 환희 역
- 김선하 : 홍단(紅丹) 역
- 안위제 : 서장관 역
- 진건 : 목월 역
- 이용직 : 대비전내관 역
- 이진권 : 환희단 장치팀 역
- 금보 : 환희단 장치팀 역
- 송욱경 : 수색관군 1 역
- 김태준 : 환희단 장치팀 역
- 김예준 : 길잡이아이 역
- 김서원 : 초가집포졸 역
- 진희경 : 대비 역 (우정 출연)